# Яркув
Яркув (пол. Jarków, нім. Järker) — село в Польщі, у гміні Левін-Клодзький Клодзького повіту Нижньосілезького воєводства.
Населення — 57 осіб (2011).
У 1975-1998 роках село належало до Валбжиського воєводства.

## Демографія
Демографічна структура станом на 31 березня 2011 року:
|          | Загалом | Допрацездатний вік | Працездатний вік | Постпрацездатний вік |
| -------- | ------- | ------------------ | ---------------- | -------------------- |
| Чоловіки | 25      | 4                  | 18               | 3                    |
| Жінки    | 32      | 9                  | 20               | 3                    |
| Разом    | 57      | 13                 | 38               | 6                    |